# Air Djibouti (1963)
Air Djibouti (ab 1973 im Markenauftritt Air Djibouti – Red Sea Airlines) war eine staatliche Fluggesellschaft Dschibutis, die ihren Betrieb im Jahr 1991 eingestellt hat. 

## Geschichte
Air Djibouti wurde im April 1963 von dem französischen Piloten und Unternehmer Bernard Astraud gegründet. Anfänglich führte das Unternehmen Auftragsflüge innerhalb der Kolonie Französisch-Somaliland mit Flugzeugen der Typen Bristol 170 Wayfarer, De Havilland DH.89 Dragon Rapide und Beechcraft Model 18 durch. Die Gesellschaft nahm im April 1964 nationale Liniendienste von der Stadt Dschibuti nach Dikhil, Obock sowie Tadjoura auf und richtete kurz darauf eine internationale Verbindung nach Taizz im Jemen ein. Im Jahr 1965 erwarb Air Djibouti ihre erste Douglas DC-3 und vereinheitlichte in den 1960er-Jahren die Flotte schrittweise auf diesen Flugzeugtyp. Daneben betrieb die Gesellschaft ab 1969 zeitweise auch Hubschrauber.
Air Djibouti wurde im Jahr 1970 von der 1962 gegründeten Fluggesellschaft Air Somali aufgekauft, an der die französische Fluggesellschaft Air France mehrheitlich beteiligt war. Im Juli 1971 übernahm Air France eine 50,7%ige Beteiligung an Air Djibouti und nutzte deren Flugzeuge im Anschluss für regionale Zubringerdienste. Die beiden Tochtergesellschaften der Air France wurden am 14. März 1972 fusioniert, wobei Air Somali in Air Djibouti aufging. Das Unternehmen bediente im Anschluss neben nationalen Strecken auch internationale Linienverbindungen nach Aden, Asmara, Dire Dawa, Hargeisa, Mogadischu, Sanaa und Taizz. Daneben setzte Air Djibouti ab April 1974 zwei Flugzeuge des Typs Douglas DC-6 auf Charterflügen nach Europa sowie für Frachttransporte nach Nairobi ein. Die verbliebenen Douglas DC-3 wurden im Jahr 1975 durch zwei De Havilland Canada DHC-6 Twin Otter ersetzt.
Die neu gegründete Republik Dschibuti beteiligte sich im Jahr 1977 mit 62,5 % an der Gesellschaft und übernahm Anfang 1981 weitere Gesellschaftsanteile von der Air France, so dass der Staat schließlich eine 90%ige Beteiligung an dem Unternehmen besaß. Zeitgleich eröffnete Air Djibouti eine über Rom geführte Linienverbindung nach Paris, auf welcher das erste Strahlflugzeug der Gesellschaft zum Einsatz kam, eine von der Transavia Holland gemietete Boeing 737. Nach der Verstaatlichung flog das Unternehmen zunehmend Verluste ein. Im Mai 1982 erwarb Air Djibouti eine Boeing 727, die aber im Frühjahr 1984 wieder verkauft werden musste, um den drohenden Konkurs abzuwenden. Stattdessen beauftragte die Gesellschaft in den 1980er-Jahren die belgische Sobelair und die jugoslawische Jugoslovenski Aerotransport (JAT), ihre Flüge nach Europa im Wetlease durchzuführen. Am 22. Januar 1991 stellte Air Djibouti den Flugbetrieb aus wirtschaftlichen Gründen ein. Das Staatsunternehmen wurde kurz darauf aufgelöst und die beiden DHC-6 Twin Otter verkauft. Zu diesem Zeitpunkt beliefen sich die Verbindlichkeiten auf 11 Millionen US-Dollar.

## Flotte

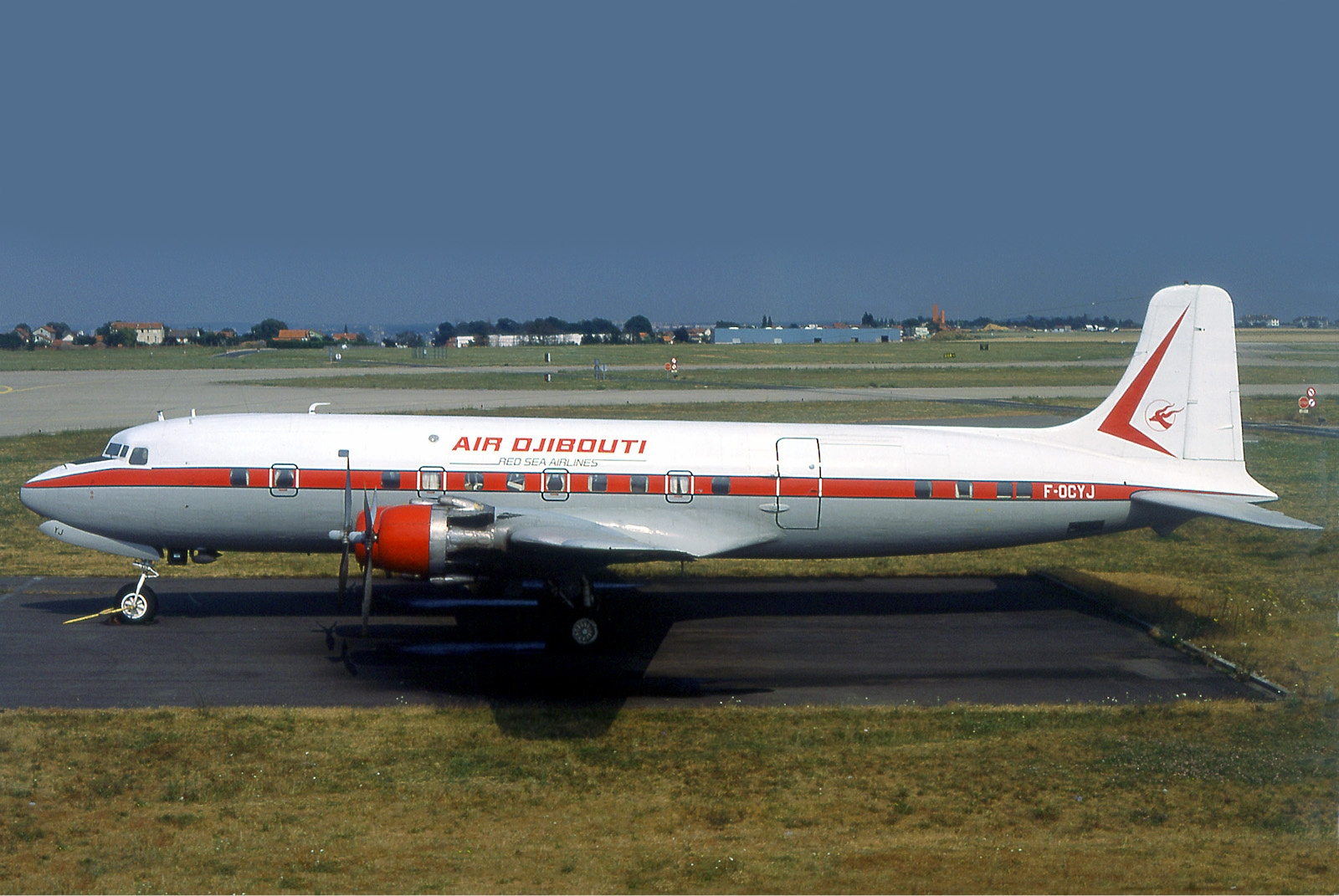
Eine Douglas DC-6 der Air Djibouti auf dem Flughafen Paris-Orly im Jahr 1976

Im Lauf ihrer Geschichte betrieb Air Djibouti folgende Flugzeuge und Hubschrauber:
- Alouette III
- Beechcraft Model 18
- Beechcraft Musketeer
- Bell 47
- Bell 206B
- Boeing 737-200 und 737-200C
- Boeing 727-100 und 727-100C
- Bristol 170 Wayfarer
- Cessna 206
- De Havilland DH.89 Dragon Rapide
- de Havilland Canada DHC-6-200
- Douglas DC-3
- Douglas DC-6A und DC-6B
- Douglas DC-9-32
- Piper PA-32

## Zwischenfälle
- Am 23. Juli 1969 wurden beide Motoren einer Douglas DC-3/C-47-DL der Air Djibouti (Luftfahrzeugkennzeichen F-OCKT) durch mehrfachen Vogelschlag von Kranichen demoliert, als in 300 Fuß (100 Metern) Höhe geflogen wurde. Den Piloten gelang eine Notwasserung vor der dschibutischen Küste, 14,5 Kilometer westnordwestlich von Khor Ambadu und 29 Kilometer westnordwestlich des Zielflughafens Dschibuti. Alle 4 Insassen, zwei Besatzungsmitglieder und zwei Passagiere, überlebten den Unfall.[13]

- Am 17. Oktober 1977 versuchten zwei Personen auf dem Flughafen Tadjoura eine De Havilland Canada DHC-6 zu entführen. Dabei erschossen sie den Piloten und einen Passagier.[14]

- Am 17. August 1986 wurde eine von Sobelair gemietete Boeing 737-200 (OO-SBQ) auf dem Flug von Sanaa über dem Roten Meer von zwei Kampfflugzeugen der südjemenitischen Luftwaffe abgefangen und zur Landung in Aden gezwungen. Dort durchsuchten Sicherheitskräfte die Maschine nach Anhängern von Ali Nasir Muhammad und nahmen eine Person fest. Aufgrund des Zwischenfalls brach die Republik Dschibuti ihre diplomatischen Beziehungen zum Staat Südjemen ab.[15]